# Bromopicrina
. Bromopicrina, ou BrPS, é uma substancia Nitrobromofórmica formulada em CBr3NO2. Possui propriedades químicas semelhantes ao Cloropicrina. É usado como agente de atordoamento em manifestações. É um liquido incolor oleoso, ceroso, semissólido com formação cristalina em temperatura ambiente que emite fumos irritantes, possui propriedades químicas semelhantes ao Cloropicrina, mas é mais reativo por possuir Bromo na sua estrutura. Possui um ponto de fusão de 10 graus Celsius, seu ponto de ebulição é de 87 graus Celsius. É um potente agente irritante que é considerado também incapacitante pelas terríveis dores causadas no contato com o agente. É insolúvel em água e tende a reagir com ela em condições adversas formando Dióxido de carbono, Brometo de nitrosila e Brometo de hidrogênio, BrPS é solúvel em Tetracloreto de carbono, Clorofórmio, Diclorometano, Hexano, Éter e Tetraidrofurano. É um agente de atordoamento banido por varias entidades. BrPS é um potente agente irritante que causa incapacitação, sua alta potência como agente irritante fez com que ele fosse banido de diversas entidades, a inalação dos vapores do BrPS causam imediata e severa irritação e dor no trato respiratório, produção de fluidos pulmonares e nasais, dificuldade para respirar, sufocamento, espirros, tosse, náuseas e ânsias de vomito, em contato com o rosto causa uma profunda irritação, dores no rosto, náuseas, desorientação, dor de cabeça, imediato fechamento involuntário das pálpebras, espasmos musculares da face, tanto a inalação quanto o contato causam inchaços no local, feridas, cicatrizes permanente, em alguns casos cegueira parcial e permanente, cansaço permanente ocasionado pela interação do agente com os pulmões, capacidade respiratória diminuída, seu mecanismo de ação é principalmente feito com radicais Sulfidrilos, como o Ácido lipoico e derivados com íons Dissulfeto, esta interação interfere principalmente na produção de energia pelas enzimas e isto acarreta em cansaço, os íons Brometo irão ter efeito sedativo e neurotóxico. 1 para 2 miligramas de Bromopicrina já causa irritação moderada, a dose de irritação mediana é de 8 miligramas, a dose letal é de 1900 miligramas. Bromopicrina, é pelo menos 3 vezes mais potente que Cloropicrina.

## Uso em combate
É disseminado por compartimentos presos a explosivos como TNT, Nitroglicerina por meio da explosão em forma atomizada, granadas pirotécnicas como Nitrato de potássio/Açúcar e propelentes diversos, aquecedores químicos e elétricos, pulverizadores por pressão e vácuo, umidificadores e são dissolvidos em Hidrocarbonetos halogenados como o Clorometano, Diclorometano, clorofórmio e Tetracloreto de carbono, em hidrocarbonetos como a mistura GLP, Pentanos, Hexanos e etc. BrPS é utilizado em operações militares em mistura com Etanol e Isopropanol para formar um solvente bem ácido com uma concentração de 0,1%, BrPS é utilizado em mistura com clorometano ou gás de cozinha (GLP) para dispersão como aerossol, é disseminado por granadas pirotécnicas, explosivos, umidificadores, dutos de ar, Pulverizadores, ventiladores, sprays e aqeucedores. BrPS é usado em combate em mistura com Cloro (5%~15%), em mistura com Fosgênio (2%~5%) e Bromopicrina (10%~50%), em mistura com PS aumenta-se para o dobro a mistura com fosgênio e Cloro. As misturas mais comuns para este agente é a Green cross, com uma diferença da quantidade de Fosgênio, Cloro e Difosgênio.